# Кочнев, Николай Георгиевич
Никола́й Гео́ргиевич Ко́чнев (1919—2013) — советский и российский фотограф.

## Биография
Николай Кочнев родился в 1919 году.

### Фотограф
Фотографией начал заниматься с двенадцатилетнего возраста. В армии публиковался как фотограф в армейских газетах; первый снимок был опубликован в довоенной армейской газете. После окончания Второй мировой войны восстановил в Химках разрушенный дом отца и сначала шесть лет работал разъездным фотографом, затем по случайному объявлению устроился на работу в декоративно-оформительскую мастерскую Мособлхудожфонда.
В 1956 году по просьбе художника Алексея Павлюка сделал фотографии ряда писателей; по этим снимкам художник намеревался затем писать портреты. Эти случайные фотосессии положили начало созданной Николаем Кочневым крупнейшей в СССР фотогалерее советских писателей. Первым литературным фотопортретом Кочнева стала фотография Жанны Матвеевны Брюсовой — жены Валерия Брюсова. Начиная с Третьего съезда советских писателей в 1959 году, Кочнев фотографировал практически все значительные писательские события и мероприятия.
Николаем Кочневым опубликовано более 20000 фотографий. С работами фотографа вышло свыше 2000 книг и 600 выпусков «Роман-газеты». Кочнев часто публиковался в «Литературной газете», где его называли дядя Коля; приносил в редакцию отпечатки, как правило, небольшого размера — 6х9 и 9х12 см.
Став известным фотографом, приехал в Литву и нашёл одного из своих спасителей во время Второй мировой войны. Эта поездка положила начало серии портретов литовских крестьян.
В 1967 году в Химках состоялась первая фотовыставка Николая Кочнева.
В архиве Кочнева, оставленном им внуку, находится около шести тысяч негативов.

## Участие в творческих и общественных организациях
- Член Союза писателей России[1]
- Член Союза художников России[1]

## Награды, звания, премии
- Медаль «За отвагу»[1]
- Заслуженный работник культуры Российской Федерации[1]
- Лауреат премии имени К. М. Симонова[1]
- Лауреат премии имени А. А. Фадеева[1]